# Golden Tulip

Früheres Logo der Golden Tulip Hospitality Group

Golden Tulip Hotels ist eine Marke der französischen Hotelkette Louvre Hotels Group. 2024 gab es über 240 Golden Tulip Hotels in 45 Ländern weltweit.

## Geschichte
Als Golden Tulip Hospitality Group war das 1962 gegründete Unternehmen eine weltweit agierende, ursprünglich niederländische Hotelkette. 2009 wurde dieses von der Groupe du Louvre mit Sitz in Puteaux übernommen. Die Hotelmarken wurden 2011 in die neue Louvre Hotels Group integriert. Seit 2014 ist die Louvre Hotels Group ein Tochterunternehmen von Jin Jiang International.

## Marken der ehemaligen Golden Tulip Hospitality Group

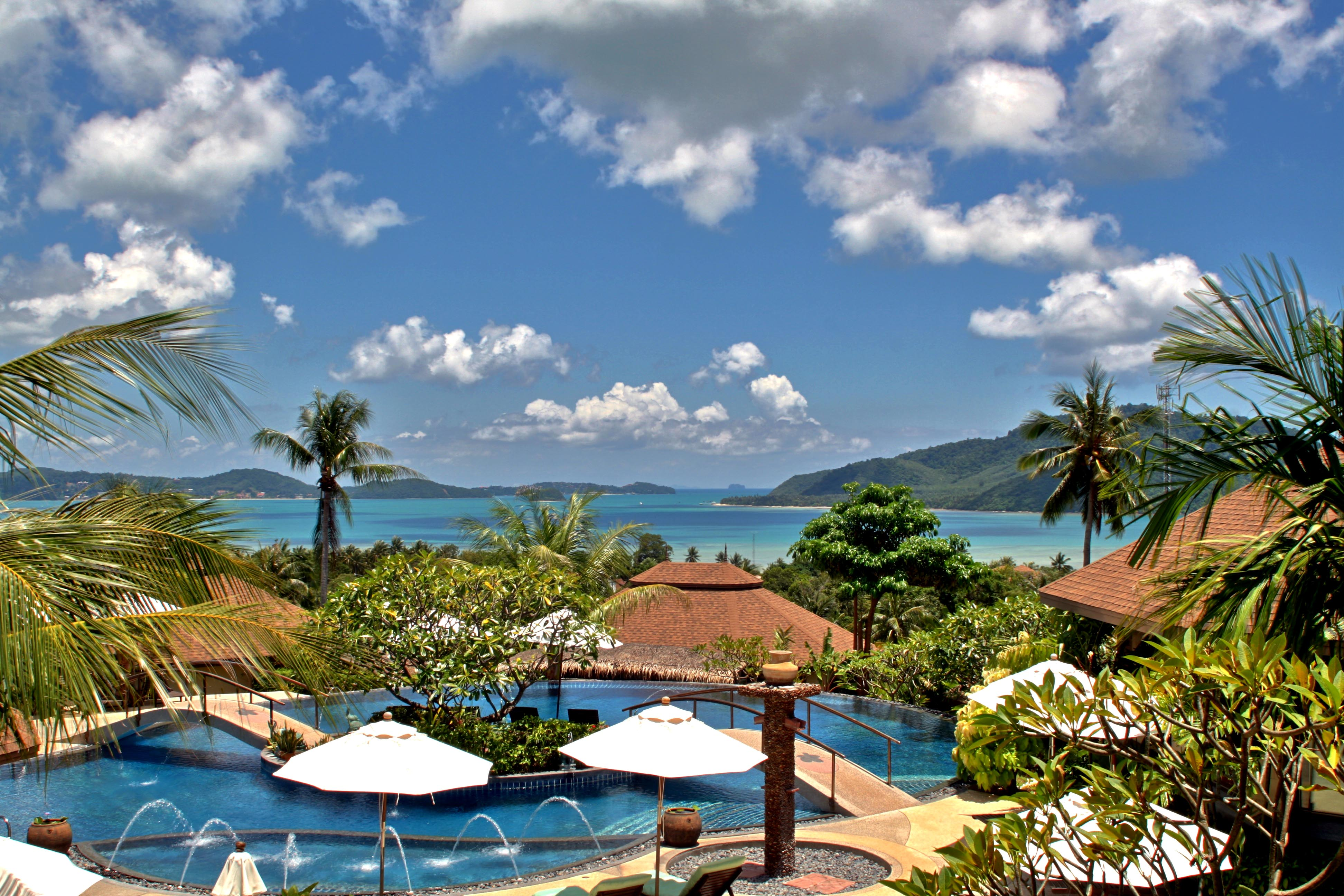
Golden Tulip Resort auf Phuket

- Royal Tulip für luxuriöse Hotels der 5-Sterne-Kategorie
- Golden Tulip für gehobene Hotels der 4-Sterne-Kategorie
- Tulip Inn für Hotels der 3-Sterne-Kategorie

## Trivia
- Golden Tulip bedeutet auf Deutsch Goldene Tulpe.